# Hanazono
Hanazono, född 1297, död 1348, var regerande kejsare av Japan mellan 1308 och 1318.